# Fernando Gaúcho
Fernando da Silva Jaques, mais conhecido como Fernando Gaúcho (Porto Alegre, 12 de janeiro de 1980), é um futebolista brasileiro que atuava como atacante.
Foi o artilheiro do Guarani Futebol Clube no Campeonato Brasileiro da Série C de 2008, com 17 gols em 19 partidas.

## Títulos
Ituano
- Campeonato Brasileiro - Série C: 2003
- Campeonato Paulista: 2002
- Copa Mauro R. de Oliveira: 2002
- Troféu Angelo Dossena: 2002